# موریل فریمن
موریل فریمن (انگلیسی: Muriel Freeman؛ ۹ سپتامبر ۱۸۹۷ – ۱۹۸۰ (۸۲−۸۳ سال)) ورزشکار شمشیربازی اهل بریتانیا بود.
وی در مسابقات کشوری و بین‌المللی در مجموع برندهٔ ۱ مدال نقره شده‌است.